# Rantau Panjang Ulu
Rantau Panjang Ulu is een bestuurslaag in het regentschap Ogan Ilir van de provincie Zuid-Sumatra, Indonesië. Rantau Panjang Ulu telt 1294 inwoners (volkstelling 2010).